# 3475 Fichte
3475 Fichte је астероид главног астероидног појаса. Приближан пречник астероида је 30,71 ,
а средња удаљеност астероида од Сунца износи 3,170 астрономских јединица (АЈ).
Инклинација (нагиб) орбите у односу на раван еклиптике је 15,014 степени, а орбитални период износи 2062,404 дана (5,646 година). Ексцентрицитет орбите астероида износи 0,128.
Апсолутна магнитуда астероида износи 10,80 а геометријски албедо 0,089.
Астероид је откривен 4. октобра 1972. године.